# Canal 24 Horas
Canal 24 Horas (Каналь вэйнтикуатро орас, Канал 24 часа) — испанский общественный информационный телеканал. Входит в RTVE.

## История
Канал начал вещание 15 сентября 1997 года в 14.00, используя спутниковую связь.

## Программы
Эфирная сетка разбита на получасовые новостные блоки, затрагивающие международную тематику, события и общественные явления в Испании, культуру, экономику, спорт. Завершаются же блоки метеопрогнозом.